# 塞谢凯机场
塞谢凯机场是位于赞比亚西方省塞谢凯的机场，同时也服务赞比西河对岸的纳米比亚城镇卡蒂马穆利洛。
卡蒂马穆利洛归航台（代号：KL）位于机场西南11.8海里（21.9）处。